# Babe – świnka z klasą
Babe – świnka z klasą (ang. Babe) – australijsko-amerykańska komedia familijna z 1995 roku w reżyserii Chrisa Noonana. Powstała kontynuacja filmu pt. Babe – świnka w mieście.

## Fabuła
Australijski farmer Arthur Hoggett (James Cromwell) i jego żona Esme (Magda Szubanski) wygrywają na jarmarku świnkę. Zwierzę wychowuje suczka Mucha. Chcąc uniknąć losu innych świń, Babe postanawia wykazać się w roli psa pasterskiego. Wkrótce Hoggett zauważa jej niezwykły talent i decyduje się wystawić świnkę do zawodów dla owczarków pasterskich.

## Obsada
- Christine Cavanaugh – Babe (głos)
- James Cromwell – Farmer Hoggett
- Magda Szubanski – Esme Hoggett
- Miriam Margolyes – Mucha (głos)
- Danny Mann – Ferdinand (głos)
- Hugo Weaving – Rex (głos)
- Miriam Flynn – Maa (głos)

## Wersja polska
Wersja polska: Master Film

Reżyser: Miriam Aleksandrowicz

Dialogi: Joanna Klimkiewicz

Teksty piosenek: Ryszard Skalski

Dźwięk: Dorota Błaszczak

Montaż: Ryszard Lenartowicz

Opracowanie muzyczne: Eugeniusz Majchrzak

Kierownik produkcji: Agnieszka Sobieraj

Udział wzięli:
- Janusz Zakrzeński – narrator
- Joanna Wizmur – Babe
- Teresa Lipowska – Pani Hoggett
- Marek Bargiełowski – Pan Hoggett
- Ewa Kania – Mucha
- Krzysztof Zakrzewski – Reks
- Mieczysław Morański – Ferdynand

oraz
- Elżbieta Jędrzejewska – Córka Hoggettów
- Tomasz Jarosz – Zięć Hoggettów
- Wojciech Paszkowski – Kogut
- Mariusz Leszczyński – Koń
- Krystyna Tkacz – Krowa / Koleżanka Esme
- Krystyna Kozanecka – Kotka Hoggettów
- Krystyna Królówna – Maa
- Elżbieta Gaertner – Owca
- Małgorzata Puzio – Owca
- Katarzyna Skolimowska – Owca
- Olga Bończyk – Owca
- Miriam Aleksandrowicz – Owca
- Jacek Czyż – sędzia
- Andrzej Gawroński – sędzia
- Małgorzata Drozd – Koleżanka Esme
- Anna Apostolakis – Koleżanka Esme
- Julka Malska
- Ola Malska
- Kasia Jodłowska
- Kamil Borek
- Jerzy Mazur
- Marek Obertyn
- Roch Siemianowski

i inni
Lektor: Jerzy Dominik

## Produkcja
Zdjęcia do filmu kręcono w Robertson, Southern Highlands, Sydney oraz Albion Park (Australia). Okres zdjęciowy trwał od 7 kwietnia 28 lipca 1994 roku.

## Odbiór
Film Babe – świnka z klasą spotkał się z pozytywną reakcją krytyków. W serwisie Rotten Tomatoes, 97% z siedemdziesięciu recenzji filmu jest pozytywne (średnia ocen wyniosła 8,3 na 10). Na portalu Metacritic średnia ocen z 16 recenzji wyniosła 83 punkty na 100.

## Nagrody i nominacje
| Rok  | Miejsce                                                      | Nagroda         | Kategoria                       | Odbiorcy i nominowani                                                    | Wynik     |
| ---- | ------------------------------------------------------------ | --------------- | ------------------------------- | ------------------------------------------------------------------------ | --------- |
| 1996 | 49. ceremonia wręczenia nagród Brytyjskiej Akademii Filmowej | BAFTA           | Najlepszy film                  | Bill Miller, Chris Noonan, Doug Mitchell i George Miller                 | nominacja |
| 1996 | 49. ceremonia wręczenia nagród Brytyjskiej Akademii Filmowej | BAFTA           | Najlepszy scenariusz adaptowany | Chris Noonan i George Miller                                             | nominacja |
| 1996 | 49. ceremonia wręczenia nagród Brytyjskiej Akademii Filmowej | BAFTA           | Najlepszy montaż                | Jay Friedkin i Marcus D’Arcy                                             | nominacja |
| 1996 | 49. ceremonia wręczenia nagród Brytyjskiej Akademii Filmowej | BAFTA           | Najlepsze efekty specjalne      | Scott E. Anderson, Neal Scanlan, John Cox, Chris Chitty i Charles Gibson | nominacja |
| 1996 | Critic’s Choice Awards 1995                                  | Critic’s Choice | Najlepszy film familijny        | Babe – świnka z klasą                                                    | wygrana   |
| 1996 | 68. ceremonia wręczenia Oscarów                              | Oscar           | Najlepsze efekty specjalne      | Scott E. Anderson, Charles Gibson, Neal Scanlan i John Cox               | wygrana   |
| 1996 | 68. ceremonia wręczenia Oscarów                              | Oscar           | Najlepszy film                  | Bill Miller, Doug Mitchell i George Miller                               | nominacja |
| 1996 | 68. ceremonia wręczenia Oscarów                              | Oscar           | Najlepszy aktor drugoplanowy    | James Cromwell                                                           | nominacja |
| 1996 | 68. ceremonia wręczenia Oscarów                              | Oscar           | Najlepszy reżyser               | Chris Noonan                                                             | nominacja |
| 1996 | 68. ceremonia wręczenia Oscarów                              | Oscar           | Najlepszy scenariusz adaptowany | Chris Noonan i George Miller                                             | nominacja |
| 1996 | 68. ceremonia wręczenia Oscarów                              | Oscar           | Najlepsza scenografia           | Kerrie Brown i Roger Ford                                                | nominacja |
| 1996 | 68. ceremonia wręczenia Oscarów                              | Oscar           | Najlepszy montaż                | Jay Friedkin i Marcus D’Arcy                                             | nominacja |
| 1996 | Nagrody Saturn 1995                                          | Saturn          | Najlepszy film fantasy          | Babe – świnka z klasą                                                    | wygrana   |
| 1996 | Nagrody Saturn 1995                                          | Saturn          | Najlepszy scenariusz            | Chris Noonan i George Miller                                             | nominacja |
| 1996 | 53. ceremonia wręczenia Złotych Globów                       | Złoty Glob      | Najlepsza komedia lub musical   | Babe – świnka z klasą                                                    | wygrana   |